# Nathaniel Lammons
Nathaniel Lammons (ur. 12 sierpnia 1993 w Arlington) – amerykański tenisista.

## Kariera tenisowa
W 2018 roku zadebiutował w imprezie wielkoszlemowej podczas US Open w grze podwójnej. Startując w parze z Robertem Gallowayem, dotarł do drugiej rundy turnieju.
W cyklu ATP Tour wygrał dziewięć turniejów w grze podwójnej z szesnastu rozegranych finałów. W karierze zwyciężył także w szesnastu deblowych turniejach cyklu ATP Challenger Tour. Ponadto wygrał dziewięć deblowych turniejów rangi ITF.
W rankingu gry pojedynczej najwyżej był na 591. miejscu (14 stycznia 2019), a w klasyfikacji gry podwójnej na 22. pozycji (29 stycznia 2024).

### Historia występów wielkoszlemowych
Legenda
     W, wygrany turniej
     F, przegrana w finale
     SF, przegrana w półfinale
     QF, przegrana w ćwierćfinale
     xR, przegrana w x rundzie
     Qx, przegrana w x rundzie kwalifikacji
     A, brak startu
     NH, turniej nie odbył się

#### Gra podwójna
| Turniej         | 2016 | 2017 | 2018 | 2019 | 2020 | 2021 | 2022 | 2023 | 2024 | Tytuły | Z–P     |  |
| --------------- | ---- | ---- | ---- | ---- | ---- | ---- | ---- | ---- | ---- | ------ | ------- |  |
| Australian Open | A    | A    | A    | A    | A    | A    | 2R   | 1R   | 3R   | 0 / 3  | 2 – 3   |  |
| French Open     | A    | A    | A    | A    | A    | A    | 1R   | 1R   | 1R   | 0 / 3  | 0 – 3   |  |
| Wimbledon       | A    | A    | A    | A    | NH   | 1R   | 1R   | QF   | 3R   | 0 / 4  | 5 – 4   |  |
| US Open         | A    | A    | 2R   | 1R   | 1R   | 2R   | 2R   | QF   |      | 0 / 6  | 6 – 6   |  |
|                 |      |      |      |      |      |      |      |      |      |        |         |  |
| Bilans spotkań  | 0–0  | 0–0  | 1–1  | 0–1  | 0–1  | 1–2  | 2–4  | 6–4  | 3–3  | 0 / 16 | 13 – 16 |  |

#### Gra mieszana
| Turniej         | 2016 | 2017 | 2018 | 2019 | 2020 | 2021 | 2022 | 2023 | 2024 | Tytuły | Z–P   |  |
| --------------- | ---- | ---- | ---- | ---- | ---- | ---- | ---- | ---- | ---- | ------ | ----- |  |
| Australian Open | A    | A    | A    | A    | A    | A    | A    | A    | QF   | 0 / 1  | 2 – 1 |  |
| French Open     | A    | A    | A    | A    | A    | A    | A    | SF   | 2R   | 0 / 2  | 2 – 2 |  |
| Wimbledon       | A    | A    | A    | A    | NH   | A    | A    | 1R   | QF   | 0 / 2  | 2 – 2 |  |
| US Open         | A    | A    | A    | A    | A    | 1R   | A    | 1R   |      | 0 / 2  | 0 – 2 |  |
|                 |      |      |      |      |      |      |      |      |      |        |       |  |
| Bilans spotkań  | 0–0  | 0–0  | 0–0  | 0–0  | 0–0  | 0–1  | 0–0  | 2–3  | 4–3  | 0 / 7  | 6 – 7 |  |

### Finały w turniejach ATP Tour
| Legenda                                      |
| -------------------------------------------- |
| Wielki Szlem                                 |
| Igrzyska olimpijskie                         |
| Tennis Masters Cup / ATP Finals              |
| ATP Masters Series / ATP Tour Masters 1000   |
| ATP International Series Gold / ATP Tour 500 |
| ATP International Series / ATP Tour 250      |

#### Gra podwójna (9–7)
| Końcowy wynik | Nr | Data                 | Turniej          | Nawierzchnia  | Partner         | Przeciwnicy                                  | Wynik finału         |
| ------------- | -- | -------------------- | ---------------- | ------------- | --------------- | -------------------------------------------- | -------------------- |
| Finalista     | 1. | 26 lutego 2022       | Santiago         | Ceglana       | André Göransson | Rafael Matos Felipe Meligeni Alves           | 6:7(8), 6:7(3)       |
| Zwycięzca     | 1. | 25 września 2022     | San Diego        | Twarda        | Jackson Withrow | Jason Kubler Luke Saville                    | 7:6(5), 6:2          |
| Zwycięzca     | 2. | 2 października 2022  | Seul             | Twarda        | Raven Klaasen   | Nicolás Barrientos Miguel Ángel Reyes-Varela | 6:1, 7:5             |
| Finalista     | 2. | 16 października 2022 | Gijón            | Twarda (hala) | Jackson Withrow | Máximo González Andrés Molteni               | 7:6(6), 6:7(4), 5–10 |
| Finalista     | 3. | 14 stycznia 2023     | Auckland         | Twarda        | Jackson Withrow | Nikola Mektić Mate Pavić                     | 4:6, 7:6(5), 6–10    |
| Finalista     | 4. | 12 lutego 2023       | Dallas           | Twarda (hala) | Jackson Withrow | Jamie Murray Michael Venus                   | 6:1, 6:7(4), 7–10    |
| Finalista     | 5. | 4 marca 2023         | Acapulco         | Twarda        | Jackson Withrow | Alexander Erler Lucas Miedler                | 6:7(9), 6:7(3)       |
| Zwycięzca     | 3. | 23 lipca 2023        | Newport          | Trawiasta     | Jackson Withrow | William Blumberg Max Purcell                 | 6:3, 5:7, 10–5       |
| Zwycięzca     | 4. | 31 lipca 2023        | Atlanta          | Twarda        | Jackson Withrow | Max Purcell Jordan Thompson                  | 7:6(3), 7:6(4)       |
| Zwycięzca     | 5. | 26 sierpnia 2023     | Winston-Salem    | Twarda        | Jackson Withrow | Lloyd Glasspool Neal Skupski                 | 6:3, 6:4             |
| Finalista     | 6. | 26 września 2023     | Zhuhai           | Twarda        | Jackson Withrow | Jamie Murray Michael Venus                   | 4:6, 4:6             |
| Zwycięzca     | 6. | 3 października 2023  | Astana           | Twarda (hala) | Jackson Withrow | Mate Pavić John Peers                        | 7:6(4), 7:6(7)       |
| Finalista     | 7. | 29 października 2023 | Wiedeń           | Twarda (hala) | Jackson Withrow | Rajeev Ram Joe Salisbury                     | 4:6, 7:5, 10–12      |
| Zwycięzca     | 7. | 16 czerwca 2024      | ’s-Hertogenbosch | Trawiasta     | Jackson Withrow | Wesley Koolhof Nikola Mektić                 | 7:6(5), 7:6(3)       |
| Zwycięzca     | 8. | 28 lipca 2024        | Atlanta          | Twarda        | Jackson Withrow | André Göransson Sem Verbeek                  | 4:6, 6:4, 12–10      |
| Zwycięzca     | 9. | 4 sierpnia 2024      | Waszyngton       | Twarda        | Jackson Withrow | Rafael Matos Marcelo Melo                    | 7:5, 6:3             |

### Zwycięstwa w turniejach ATP Challenger Tour

#### Gra podwójna
| Końcowy wynik | Nr  | Data                | Turniej               | Nawierzchnia  | Partner          | Przeciwnicy                            | Wynik finału      |
| ------------- | --- | ------------------- | --------------------- | ------------- | ---------------- | -------------------------------------- | ----------------- |
| Zwycięzca     | 1.  | 22 lipca 2018       | Scheveningen          | Ceglana       | Ruben Gonzales   | Luis David Martínez Gonçalo Oliveira   | 6:3, 6:7(8), 10–5 |
| Zwycięzca     | 2.  | 27 stycznia 2019    | Newport Beach         | Twarda        | Robert Galloway  | Romain Arneodo Andrej Wasileuski       | 7:5, 7:6(1)       |
| Zwycięzca     | 3.  | 17 lutego 2019      | Cherbourg             | Twarda (hala) | Robert Galloway  | Raúl Brancaccio Javier Barranco Cosano | 4:6, 7:6(4), 10–8 |
| Zwycięzca     | 4.  | 7 lipca 2019        | Ludwigshafen am Rhein | Ceglana       | Fernando Romboli | Pedro Sousa João Domingues             | 7:6(4), 6:1       |
| Zwycięzca     | 5.  | 8 września 2019     | New Haven             | Twarda        | Robert Galloway  | Sander Gillé Joran Vliegen             | 7:5, 6:4          |
| Zwycięzca     | 6.  | 16 lutego 2020      | Cleveland             | Twarda        | Treat Huey       | Luke Saville John-Patrick Smith        | 7:5, 6:2          |
| Zwycięzca     | 7.  | 1 marca 2020        | Columbus              | Twarda        | Treat Huey       | Lloyd Glasspool Alex Lawson            | 7:6(3), 7:6(4)    |
| Zwycięzca     | 8.  | 4 października 2020 | Split                 | Ceglana       | Treat Huey       | André Göransson Hunter Reese           | 6:4, 7:6(3)       |
| Zwycięzca     | 9.  | 7 marca 2021        | Nur-Sułtan            | Twarda (hala) | Jackson Withrow  | Nathan Pasha Max Schnur                | 6:4, 6:2          |
| Zwycięzca     | 10. | 9 maja 2021         | Biella                | Ceglana       | André Göransson  | Rafael Matos Felipe Meligeni Alves     | 7:6(3), 6:3       |
| Zwycięzca     | 11. | 16 maja 2021        | Heilbronn             | Ceglana       | Jackson Withrow  | André Göransson Sem Verbeek            | 6:7(4), 6:4, 10–8 |
| Zwycięzca     | 12. | 20 listopada 2021   | Champaign             | Twarda (hala) | Jackson Withrow  | Treat Huey Max Schnur                  | 6:4, 3:6, 10–6    |
| Zwycięzca     | 13. | 23 kwietnia 2022    | Split                 | Ceglana       | Albano Olivetti  | Sadio Doumbia Fabien Reboul            | 4:6, 7:6(6), 10–7 |
| Zwycięzca     | 14. | 9 lipca 2022        | Salzburg              | Ceglana       | Jackson Withrow  | Alexander Erler Lucas Miedler          | 7:5, 5:7, 11–9    |
| Zwycięzca     | 15. | 17 września 2022    | Cary                  | Twarda        | Jackson Withrow  | Treat Huey John-Patrick Smith          | 7:5, 2:6, 10–5    |
| Zwycięzca     | 16. | 19 marca 2023       | Phoenix               | Twarda        | Jackson Withrow  | Hugo Nys Jan Zieliński                 | 6:7(1), 6:4, 10–8 |